# Elleanthus hookerianus
Elleanthus hookerianus là một loài thực vật có hoa trong họ Lan. Loài này được (Barb.Rodr.) Garay mô tả khoa học đầu tiên năm 1978.